# Stig Norén
Carl Stig Norén (* 10. Mai 1908 in Stockholm; † 10. September 1996) war ein schwedischer Generalleutnant.

## Leben
Norén trat bei der Marine im Jahr 1930 in die Streitkräfte ein und wurde von 1932 bis 1933 zum Piloten ausgebildet. Nach seinem Wechsel in die Luftwaffe wurde er 1936 zum Leutnant befördert. Von 1950 bis 1957 war er Kommodore des Geschwaders F 7 in Såtenäs (Skaraborgs län) und später Abteilungsleiter im Hauptquartier der Luftstreitkräfte. 1966 erfolgte seine Beförderung zum Generalleutnant und Kommandant des südlichen Verteidigungsbereichs bis 1968. Er war damit der erste Kommandant mit Verantwortung für alle dort stationierten Einheiten von Heer, Marine und Luftwaffe nach der kurz zuvor beschlossenen Reorganisation. Nach seiner Amtszeit als Luftwaffenchef wurde er im Jahr 1973 in die Reserve versetzt.
Stig Norén war seit 1935 mit Ulla Norén (1910–1996) verheiratet.